# Psyrana longelaminata
Psyrana longelaminata är en insektsart som först beskrevs av Brunner von Wattenwyl 1891.  Psyrana longelaminata ingår i släktet Psyrana och familjen vårtbitare. Inga underarter finns listade i Catalogue of Life.